# 吳舜
吳舜（1468年—？），字子華，浙江紹興府山陰縣人，匠籍，明朝政治人物。

## 生平
成化二十二年（1486年）丙午科浙江鄉試第七十三舉人。弘治六年（1493年）中式癸丑科會試第三十八名，三甲第七十二名進士，選庶吉士，丁憂歸，服闋，十一年閏十一月授官吏科給事中。养病归乡，十六年二月赴京，復除原职。十七年八月因弹劾尚書马文升、都御史戴珊，以妄言生事被革职为民。

## 家族
曾祖吳淵，義民；祖父吳暉；父吳琢，母司馬氏。重庆下。